# Seznam medailistů na letních olympijských hrách v běhu na 400 m překážek
Historický přehled medailistů v běhu na 400 metrů překážek na letních olympijských hrách:

## Medailisté

### Muži
| Rok  | Místo          | Zlato           | Výkon vítěze | Stříbro                 | Bronz               |
| ---- | -------------- | --------------- | ------------ | ----------------------- | ------------------- |
| 1900 | Paříž          | John Tewksbury  | 57,6         | Henri Tauzin            | George Orton        |
| 1904 | St. Louis      | Harry Hillman   | 53,0         | Frank Waller            | George Poage        |
| 1908 | Londýn         | Charles Bacon   | 55,0         | Harry Hillman           | Jimmy Tremeer       |
| 1912 | Stockholm      | závod neproběhl | –            | –                       | –                   |
| 1920 | Antverpy       | Frank Loomis    | 54,0         | John Norton             | August Desch        |
| 1924 | Paříž          | Morgan Taylor   | 52,6         | Erik Wilén              | Ivan Riley          |
| 1928 | Amsterodam     | Lord Burghley   | 53,4         | Frank Cuhel             | Morgan Taylor       |
| 1932 | Los Angeles    | Bob Tisdall     | 51,7         | Glenn Hardin            | Morgan Taylor       |
| 1936 | Berlín         | Glenn Hardin    | 52,4         | John Loaring            | Miguel White        |
| 1948 | Londýn         | Roy Cochran     | 51,1         | Duncan White            | Rune Larsson        |
| 1952 | Helsinky       | Charles Moore   | 50,8         | Jurij Litujev           | John Holland        |
| 1956 | Melbourne      | Glenn Davis     | 50,1         | Eddie Southern          | Josh Culbreath      |
| 1960 | Řím            | Glenn Davis     | 49,3         | Clifton Cushman         | Richard Howard      |
| 1964 | Tokio          | Rex Cawley      | 49,6         | John Cooper             | Salvatore Morale    |
| 1968 | Mexico City    | David Hemery    | 48,12        | Gerhard Hennige         | John Sherwood       |
| 1972 | Mnichov        | John Akii-Bua   | 47,82        | Ralph Mann              | David Hemery        |
| 1976 | Montréal       | Edwin Moses     | 47,63        | Michael Shine           | Jevgenij Gavrilenko |
| 1980 | Moskva         | Volker Beck     | 48,70        | Vasyl Archypenko        | Gary Oakes          |
| 1984 | Los Angeles    | Edwin Moses     | 47,75        | Danny Harris            | Harald Schmid       |
| 1988 | Soul           | André Phillips  | 47,19        | Amadou Dia Ba           | Edwin Moses         |
| 1992 | Barcelona      | Kevin Young     | 46,78        | Winthrop Graham         | Kriss Akabusi       |
| 1996 | Atlanta        | Derrick Adkins  | 47,54        | Samuel Matete           | Calvin Davis        |
| 2000 | Sydney         | Angelo Taylor   | 47,50        | Hadi Souan Somalyi      | Llewellyn Herbert   |
| 2004 | Atény          | Félix Sánchez   | 47,63        | Danny McFarlane         | Naman Keita         |
| 2008 | Peking         | Angelo Taylor   | 47,25        | Kerron Clement          | Bershawn Jackson    |
| 2012 | Londýn         | Félix Sánchez   | 47,63        | Michael Tinsley         | Javier Culson       |
| 2016 | Rio de Janeiro | Kerron Clement  | 47,73        | Boniface Mucheru Tumuti | Yasmani Copello     |
| 2020 | Tokio          | Karsten Warholm | 45,94        | Rai Benjamin            | Alison dos Santos   |
| 2024 | Paříž          | Rai Benjamin    | 46,46        | Karsten Warholm         | Alison dos Santos   |

## Medailové pořadí zemí
| Pořadí             | Země                                 | Zlato | Stříbro | Bronz | Celkem |
| ------------------ | ------------------------------------ | ----- | ------- | ----- | ------ |
| 1.                 | Spojené státy americké (USA)         | 19    | 13      | 11    | 43     |
| 2.                 | Velká Británie (GBR)                 | 2     | 1       | 5     | 8      |
| 3.                 | Dominikánská republika (DOM)         | 2     | 0       | 0     | 2      |
| 4.                 | Norsko (NOR)                         | 1     | 0       | 0     | 1      |
| 5.                 | Německá demokratická republika (GDR) | 1     | 0       | 0     | 1      |
| 6.                 | Irsko (IRL)                          | 1     | 0       | 0     | 1      |
| 7.                 | Uganda (UGA)                         | 1     | 0       | 0     | 1      |
| 8.                 | Sovětský svaz (URS)                  | 0     | 2       | 1     | 3      |
| 9.                 | Jamajka (JAM)                        | 0     | 2       | 0     | 2      |
| 10.                | Francie (FRA)                        | 0     | 1       | 1     | 2      |
| 11.                | Západní Německo (FRG)                | 0     | 1       | 1     | 2      |
| 12.                | Kanada (CAN)                         | 0     | 1       | 0     | 1      |
| 13.                | Finsko (FIN)                         | 0     | 1       | 0     | 1      |
| 14.                | Keňa (KEN)                           | 0     | 1       | 0     | 1      |
| 15.                | Saúdská Arábie (KSA)                 | 0     | 1       | 0     | 1      |
| 16.                | Senegal (SEN)                        | 0     | 1       | 0     | 1      |
| 17.                | Srí Lanka (SRI)                      | 0     | 1       | 0     | 1      |
| 18.                | Zambie (ZAM)                         | 0     | 1       | 0     | 1      |
| 19.                | Brazílie (BRA)                       | 0     | 0       | 1     | 1      |
| 20.                | Itálie (ITA)                         | 0     | 0       | 1     | 1      |
| 21.                | Nový Zéland (NZL)                    | 0     | 0       | 1     | 1      |
| 22.                | Filipíny (PHI)                       | 0     | 0       | 1     | 1      |
| 23.                | Portoriko (PUR)                      | 0     | 0       | 1     | 1      |
| 24.                | Jihoafrická republika (RSA)          | 0     | 0       | 1     | 1      |
| 25.                | Švédsko (SWE)                        | 0     | 0       | 1     | 1      |
| 26.                | Turecko (TUR)                        | 0     | 0       | 1     | 1      |
| Celkem po LOH 2020 | Celkem po LOH 2020                   | 27    | 27      | 27    | 81     |

### Ženy
od roku 1984
| Rok  | Místo          | Zlato                           | Výkon vítěze | Stříbro                     | Bronz                     |
| ---- | -------------- | ------------------------------- | ------------ | --------------------------- | ------------------------- |
| 1984 | Los Angeles    | Nawal El Moutawakel             | 54,61        | Judi Brownová               | Cristeana Cojocaruová     |
| 1988 | Soul           | Debbie Flintoff-King            | 53,17        | Taťjana Ledovská            | Ellen Fiedlerová          |
| 1992 | Barcelona      | Sally Gunnellová                | 53,23        | Sandra Farmerová-Patricková | Janeene Vickersová        |
| 1996 | Atlanta        | Deon Hemmingsová                | 52,82        | Kim Battenová               | Tonja Bufordová-Baileyová |
| 2000 | Sydney         | Irina Privalovová               | 53,02        | Deon Hemmingsová            | Nezha Bidouaneová         |
| 2004 | Atény          | Fani Chalkiáová                 | 52,77        | Ionela Tirleaová            | Teťana Tereščuková        |
| 2008 | Peking         | Melaine Walkerová               | 52,64        | Sheena Tostaová             | Tasha Danversová          |
| 2012 | Londýn         | Lashinda Demusová               | 52,77        | Zuzana Hejnová              | Kaliese Spencerová        |
| 2016 | Rio de Janeiro | Dalilah Muhammadová             | 53,13        | Sara Petersenová            | Ashley Spencerová         |
| 2020 | Tokio          | Sydney McLaughlinová            | 51,46        | Dalilah Muhammadová         | Femke Bolová              |
| 2024 | Paříž          | Sydney McLaughlinová-Levroneová | 50,37 - OR   | Anna Cockrellová            | Femke Bolová              |

## Medailové pořadí zemí
| Pořadí             | Země                                 | Zlato | Stříbro | Bronz | Celkem |
| ------------------ | ------------------------------------ | ----- | ------- | ----- | ------ |
| 1.                 | Spojené státy americké (USA)         | 2     | 6       | 3     | 11     |
| 2.                 | Jamajka (JAM)                        | 2     | 1       | 0     | 3      |
| 3.                 | Rusko (RUS)                          | 2     | 0       | 0     | 2      |
| 4.                 | Velká Británie (GBR)                 | 1     | 0       | 1     | 2      |
| 5.                 | Maroko (MAR)                         | 1     | 0       | 1     | 2      |
| 6.                 | Austrálie (AUS)                      | 1     | 0       | 0     | 1      |
| 7.                 | Řecko (GRE)                          | 1     | 0       | 0     | 1      |
| 8.                 | Rumunsko (ROU)                       | 0     | 1       | 1     | 2      |
| 9.                 | Dánsko (DEN)                         | 0     | 1       | 0     | 1      |
| 10.                | Sovětský svaz (URS)                  | 0     | 1       | 0     | 1      |
| 11.                | Česko (CZE)                          | 0     | 0       | 1     | 1      |
| 12.                | Německá demokratická republika (GDR) | 0     | 0       | 1     | 1      |
| 13.                | Ukrajina (UKR)                       | 0     | 0       | 1     | 1      |
| 14.                | Nizozemsko (NED)                     | 0     | 0       | 1     | 1      |
| Celkem po LOH 2020 | Celkem po LOH 2020                   | 10    | 10      | 10    | 30     |